# El Sabinalito
El Sabinalito är en ort i Mexiko.   Den ligger i kommunen Chicomuselo och delstaten Chiapas, i den sydöstra delen av landet, 800 km sydost om huvudstaden Mexico City. El Sabinalito ligger 1 418 meter över havet och antalet invånare är 243.
Terrängen runt El Sabinalito är kuperad åt nordost, men åt sydväst är den bergig. Runt El Sabinalito är det ganska glesbefolkat, med 27 invånare per kvadratkilometer. Närmaste större samhälle är Grecia, 12,2 km öster om El Sabinalito. I omgivningarna runt El Sabinalito växer huvudsakligen savannskog.